# Ключко Олександр Михайлович
Олександр Михайлович Ключко (11 липня 1984, Миколаїв) — український боксер-любитель, семиразовий чемпіон України, бронзовий призер чемпіонату Європи 2006 року у легкій вазі, бронзовий призер чемпіонату Європи 2010 року у першій напівсередній вазі, учасник Олімпійських ігор 2008.

## Аматорська кар'єра
- На чемпіонаті Європи 2004 в категорії до 60 кг програв у другому бою майбутньому чемпіону Димитру Щилянову (Болгарія).
- На чемпіонаті світу 2005 програв у другому бою італійцю Доменіко Валентіно.
- На чемпіонаті Європи 2006 завоював бронзову медаль.
  - У 1/16 фіналу переміг Доменіко Валентіно — 30-18
  - У 1/8 фіналу переміг Артура Шмідта (Німеччина) — 36-23
  - У чвертьфіналі переміг Френкі Гевіна (Англія) — 42-26
  - У півфіналі програв Олексію Тищенко (Росія) — 29-42
- На чемпіонаті світу 2007 програв у другому бою Дарлейсу Пересу (Колумбія).
- На літніх Олімпійських іграх 2008 програв у першому бою Цин Ху (Китай).
- На чемпіонаті Європи 2008 програв у першому бою Россу Хайкі (Ірландія).
- На чемпіонаті світу 2009 в категорії до 64 кг здобув три перемоги, а у чвертьфіналі програв Уранчимегійн Менх-Ердене (Монголія).
- На чемпіонаті Європи 2010 завоював бронзову медаль.
  - У 1/16 фіналу переміг Еміля Магеррамова (Азербайджан) — 10-3
  - У 1/8 фіналу переміг Саміра Махруха (Франція) — 10-8
  - У чвертьфіналі переміг Онура Шипала (Туреччина) — 5-3
  - У півфіналі програв Грачику Джавахяну — 1-5
- На чемпіонаті Європи 2011 програв у другому бою Тому Сталкеру (Англія).